# Alina Sionkowska
Alina Sionkowska zd. Manikowska (ur. 16 czerwca 1963 w Trzemesznie) – polska chemik, profesor chemii fizycznej i fizykochemii polimerów.

## Życiorys
W 1982 roku ukończyła Liceum Ogólnokształcące im. Michała Kosmowskiego w Trzemesznie. Następnie podjęła studia z zakresu chemii na Uniwersytecie Mikołaja Kopernika w Toruniu, które ukończyła w roku 1987. Dziesięć lat później obroniła pracę doktorską zatytułowaną Przemiany fotochemiczne w kolagenie i wpływ ß-karotnu na ich przebieg. Habilitację uzyskała za rozprawę pt. Wpływ substancji mało- i wielkocząsteczkowych na przemiany fotochemiczne w kolagenie i chitozanie obronioną w 2006 roku. W 2012 uzyskała tytuł profesora.
Odbywała staże naukowe w Institute of Dental Biomaterials w Sztokholmie (1997–1998, 2000–2003), Collagen Research Group, University of Britol (1999–2000), University of Cambridge (1998) oraz University of Genua (2000–2004). Specjalizuje się w przemianach fotochemicznych w kolagenie i w mieszaninach polimerów naturalnych i syntetycznych. Od 2013 jest kierownikiem Katedry Chemii Biomateriałów i Kosmetyków na Wydziale Chemii na Uniwersytecie Mikołaja Kopernika w Toruniu.

## Wybrane publikacje
- Zastosowanie spektroskopii FTIR do oceny zmian zachodzących w kolagenie pod wpływem promieniowania UV – podrozdział w książce pod redkacją Mirosława Handke: "Metody i techniki pomiarowe w spektroskopii oscylacyjnej", Wydawnictwo Akapit, Kraków, 1998, s. 159–163
- Thermal Helix-coil Transition in UV Irradiated Collagen from Rat Tail Tendon, International Journal of Biological Macromolecules, 24, 1999, 337–340
- Modification of Collagen Films by Ultraviolet Irration, Polymer Degradation and Stability, 68, 2000, 147–151
- Ultraviolet Irradiation of Synthetic Polymer/Collagen Blends: Prelimary Results of Atomic Force Microscopy, Advanced Materials for Biomedical Application, Editor D. Mantovani, COM 2002, Quebec, Canada, 27–39
- The Photochemical Stability of Collagen-chitosan Blends, Journal of Photochemistry and Photobiology, Part A: Chemistry, 162, 2004, 545–554
- Surface Properties of KrF Laser Irradiated Collagen Films, European Young lnvestigator Conference, Gniezno, 7–12 czerwca 2005
- The Influence of UV Irradiation on Surface Composition of Collagen/PVP Blended Films, Applied Surface Science, 2006, 253: s. 1970–1977
- Spectroscopic studies into the influence of UV radiation on elastin in the presence of collagen, Journal of Photochemistry and Photobiology B: Biology, 2007, Vol. 86, 186–191